# 卡利尼夫卡 (希羅克區)
47°47′4″N 33°29′50″E / 47.78444°N 33.49722°E
卡利尼夫卡（烏克蘭語：Калинівка），是烏克蘭中部的村莊，隸屬第聶伯羅彼得羅夫斯克州的克里維里赫區。該村距離羅濟柳克謝姆布爾格和特魯多柳比夫卡1.5公里，海拔高度100米，2001年人口109。